# Victor Carpentier
Victor Eugène Petrus Carpentier (Gent, 31 maart 1878 - 24 oktober 1938) was Belgische bankier en liberaal politicus.

## Levensloop
Carpentier studeerde af als ingenieur en ging werken als bankier en beheerder van vennootschappen. In 1907 werd hij gemeenteraadslid in Gent en werd in 1927 schepen van onderwijs wat hij bleef tot aan zijn dood. De basisschool in de Meulesteedsesteenweg 390 is naar hem genoemd.
In 1921 werd hij provinciaal senator, in 1929 volksvertegenwoordiger en van 1932 tot 1936 gecoöpteerd senator. 
Hij werd lid van een vrijmetselaarsloge en was tussen 1931 en 1933 grootmeester van het Grootoosten van België.